# 岩滨鹬
岩滨鹬（学名：Calidris ptilocnemis），是鸻形目丘鹬科的一种鸟类。

## 特征
岩滨鹬体重约81.32克，翼长约130.5毫米，嘴峰长约34.3毫米，喙宽度约4毫米，喙厚度约5.2毫米，跗蹠长约23.7毫米，尾长约58.8毫米。岩滨鹬是候鸟，其栖息在开放的草原环境中，食性为肉食性，主要食物来源是水生动物。

## 亚种
- ：分布于普里比洛夫群岛、聖馬修島和霍尔岛；越冬于阿拉斯加半岛。
- ：分布于千岛群岛、南堪察加半岛和科曼多尔斯基群岛。
- ：分布于楚科奇半岛至阿拉斯加西部；越冬于北美西北部和日本东部越冬。
- ：分布于阿留申群岛和阿拉斯加半岛。[4]